# Thomas Haglund
Thomas Haglund är en svensk musiker som spelar fiol, mandolin och gitarr. Han har spelat med olika grupper och medverkat på en rad skivor, bl.a. tillsammans med Bluegrass Swedes på LP-skivan "Mystery Train". Tillsammans med några svenska bluegrassmusiker spelade han och Per Kristofferson in LP-skivan "Appomatox". Den valdes av tidningen Bluegrass Unlimited till den näst bästa instrumentalskivan 1992.  
Under åren 1976-1978 spelade han med bluegrass-sångaren Jimmy Martin i Nashville. Under tiden med Martin spelade han in tjugotvå låtar med honom på skivbolaget Ghusto Records. Som musiker har han medverkat på ett stort antal skivinspelningar i Sverige såväl som i övriga Norden. Totalt har han medverkat på över 1300 låtar genom åren och spelat in med artister som Per Gessle, Totta Näslund, Lasse Berghagen, Agnetha Fältskog, Christer Sjögren och Wilmer X samt många andra. Han har varit kapellmästare i ett antal radio och TV-program samt på festivaler. 
Han har varit kapellmästare för olika band som ackompanjerat amerikanska gästartister runt om i Norden. Artister som:
Connie Smith, Charlie Walker, David Ball, Danni Leigh, Charlie McCoy, Dawn Sears, Tommy Cash, Jim Ed Brown, David Frizzel, Darrel McCall, Tony Booth, Billy Swan, Jim Lauderdale, Mac Wiseman, Moe Bandy, Billy Yates, Stella Parton för att nämna några. 
Han har haft de egna grupperna "Thomas Haglund Band", "San Antonio Playboys" och "Ragged But Right". 
Han håller kurser i ensemblespel med inriktning på bluegrass samt undervisar även i country- och bluegrassfiol. 
Haglund är en av medlemmarna i Kvinnaböske Band.